# 武汉市行政区划
武汉市行政区划分13市辖区，分别是：江岸区、江汉区、硚口区、汉阳区、武昌区、青山區、洪山区7个中心城区以及蔡甸区、江夏区、黄陂区、新洲区、东西湖区、汉南区6个新城区；以及3个由武汉市政府直接管理的国家级开发区（非行政区划）：武汉经济技术开发区（俗称沌口开发区）、东湖新技术开发区（属洪山区区划）、武汉临空港经济技术开发区。下辖108个街道办事处，21个镇，15个乡，群众组织3140个，其中社区居民委员会1107个，村民委员会2033个。
以下为武汉市乡级行政区列表：

### 主要参考资料
1. 中华人民共和国行政区划 （页面存档备份，存于），行政区划网。
2. 中华人民共和国行政区划统计表，中国行政区划网。

## 参看
- 中国行政区划
- 中华人民共和国行政区划
  - 中华人民共和国湖北省乡级以上行政区列表
- 中华人民共和国城市列表
- 中華人民共和國友好城市或姐妹城市列表
- 因用字生僻难认而更名的中国大陆地名列表
- 中华人民共和国邮政编码列表
- 中国以人名命名的地名列表
- 中国地名别称列表
- 地名索引